# Internal Security Operations Command

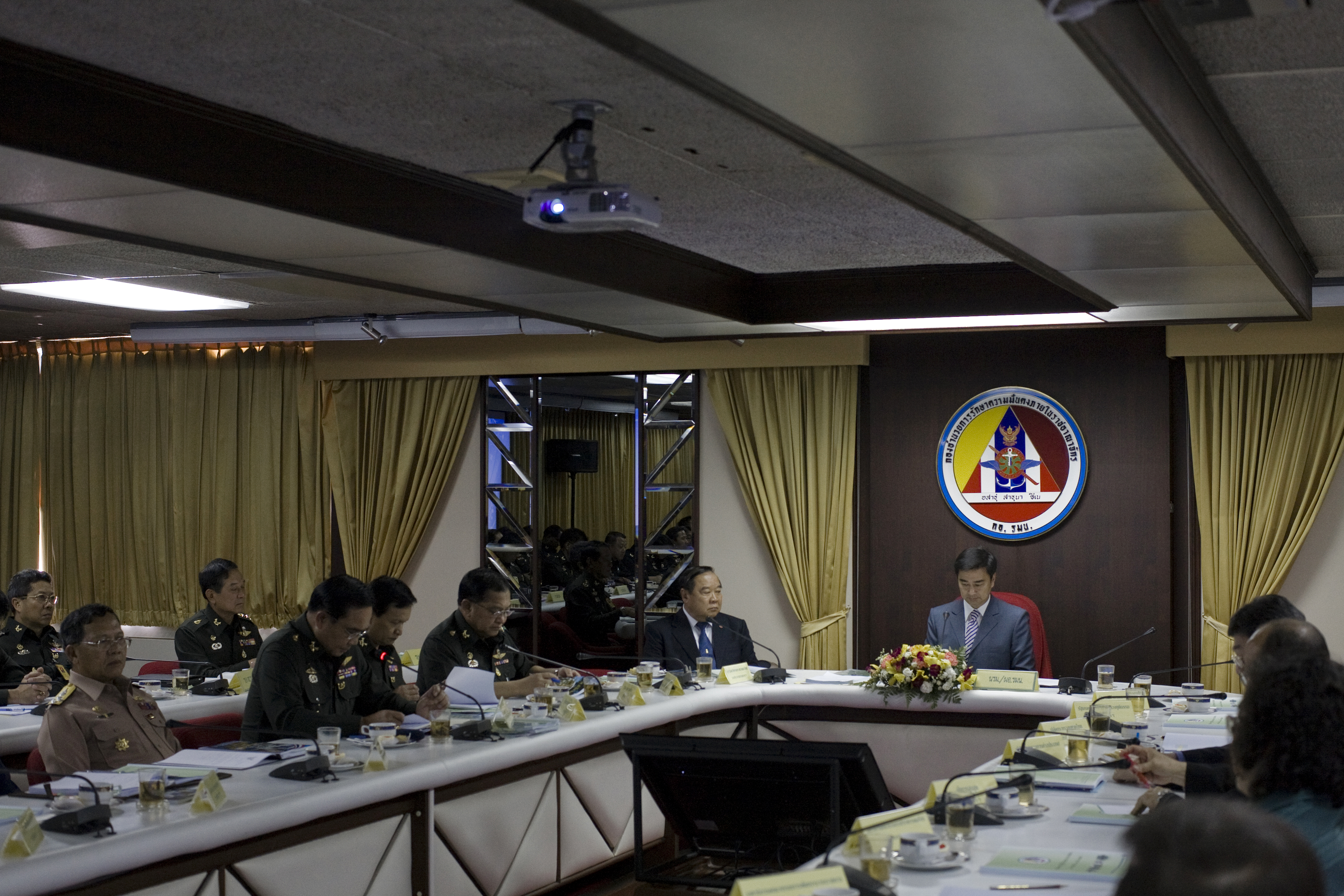
Abhisit Vejjajiva, Premierminister von Thailand, bei einer Sitzung des ISOC (2011)

Das Internal Security Operations Command (ISOC; thailändisch กองอำนวยการรักษาความมั่นคงภายในราชอาณาจักร, RTGS Kong Amnuaikan Raksa Khwam Mankhong Phainai Ratcha-anachak, abgekürzt กอ.รมน.; auf Deutsch Kommando für Operationen der inneren Sicherheit, wörtlich „Leitungsabteilung zum Schutz der inneren Stabilität des Königreichs“) ist eine Einheit der thailändischen Streitkräfte. Die Einheit wird im Inneren eingesetzt und erfüllt dort auch nachrichtendienstliche und Polizeiaufgaben. Besonders im Süden des Landes bekämpft sie muslimische Aufständische. Die Einheit ist dem thailändischen Ministerpräsidenten unterstellt.
Das ISOC wurde nach dem Putsch von 2006 zu einer Behörde ähnlich dem Heimatschutzministerium der Vereinigten Staaten aufgewertet und umgebaut. Der Kern des ISOC besteht aus einer 5000 bis 6000 Mann starke Truppe, die die zirka 500.000 „Freiwilligen der inneren Sicherheit“ sowie zehntausende Informanten führen und ausbilden. Dem ISOC unterstehen noch weitere Einheiten des thailändischen Militärs im Süden des Landes. Die Einheit beschäftigt sich auch mit Wirtschaftskriminalität und mit der Korruptionsbekämpfung. Sie ist eine starke Stütze der thailändischen Militärregierung und der Politikwissenschaftlerin Puangthong Pawakapan zufolge Teil eines „tiefen Staats“.

## Geschichte

### 1962–1973
Frühester Vorläufer des ISOC war das 1962 während der Regierungszeit des Feldmarschalls Sarit Thanarat gegründete Central Security Command (CSC). Dieses erwies sich jedoch als ineffektiv und wurde 1965, während der Militärdiktatur von Thanom Kittikachorn und Praphas Charusathien, durch das Communist Suppression Operations Command, kurz CSOC, ersetzt. Dieses wurde von den Vereinigten Staaten initiiert, deren wichtigster Verbündeter in Südostasien während des Vietnamkriegs Thailand war. Maßgeblich waren dabei der damalige US-Botschafter in Thailand Graham Martin und der Auslandsgeheimdienst CIA beteiligt. Letzterer finanzierte, beriet und bildete das Operationskommando aus. Aufgabe des CSOC war die Bekämpfung von kommunistischen Aufständischen, insbesondere im verarmten Nordosten und im Süden des Landes, aber auch anderen Sozialisten, Linken und Dissidenten im Allgemeinen. Das CSOC bediente sich sowohl militärischer als auch ideologischer Mittel (psychologische Kriegsführung).
Das CSOC verfolgte zunächst das Konzept eines Zusammenwirkens von zivilen Kräften, Polizei und Militär (CPM) bei der Kommunistenbekämpfung. Zu seinen Mitteln gehörte auch das 1965 gestartete, mit US-Hilfe finanzierte Programm für „beschleunigte ländliche Entwicklung“ (accelerated rural development), mit dem die Unzufriedenheit der Landbevölkerung reduziert und so ihre Mobilisierung für die Kommunisten verhindert werden sollte. Das thailändische Heer vernachlässigte jedoch das zivil-polizeilich-militärische Konzept zugunsten einer rein militärischen Vorgehensweise. Ende 1967 entzog die Regierung dem CSOC plötzlich die Verantwortung für die Aufstandsbekämpfung und übertrug sie allein dem Heer. Die zivilen Konzepte des CSOC wie das „Dorf-Sicherheits-Programm“ wurden in der Folgezeit vernachlässigt. Die Zahl der Aufständischen in der Nordostregion nahm bis 1971 deutlich zu. Anschließend kehrte das Heer wieder zu dem zivil-polizeilich-militärischen Konzept des CSOC zurück. Dieses begann mit dem Aufbau seines Freiwilligen- und Selbstentwicklungsprogramms.

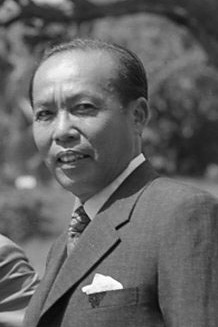
General Saiyud Kerdphol, Leiter des ISOC (1974)

Unterdessen kam es zu gravierenden Menschenrechtsverletzungen und Massenhinrichtungen von vermeintlichen kommunistischen Rebellen. Beispielsweise waren CSOC-Offiziere Ende 1972 an den „Tötungen mit dem Roten Fass“ in der südthailändischen Provinz Phatthalung beteiligt. Dabei wurden zwischen 200 und 3000 – tatsächliche oder vermeintliche – Sympathisanten der KPT zum Teil bei lebendigem Leib in großen Ölfässern verbrannt. Wahrscheinlich war dieses Massaker vom CSOC angeordnet.

### 1973–2001

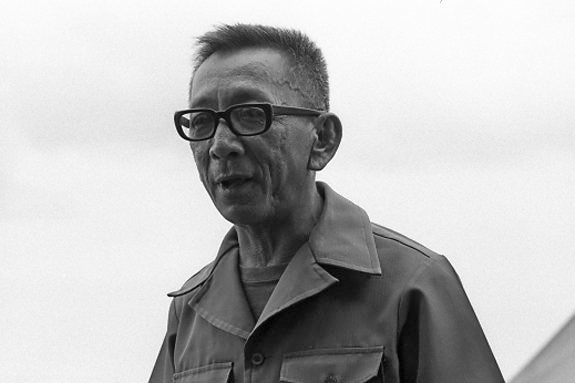
ISOC-Oberst Sudsai Hasdin, mutmaßlicher Initiator der „Roten Büffel“ (1974)

Nach dem Sturz Thanoms und Praphats im Oktober 1973 wurde das CSOC nicht abgeschafft, aber 1974 umbenannt und erhielt seinen heutigen Namen. Auch die zivilen Premierminister der kurzen demokratischen Phase bis 1976 waren konservative Royalisten und erachteten es als notwendig, die kommunistische Gefahr zu bekämpfen. Das ISOC rief in dieser Zeit extrem rechte Gruppierungen wie die Geheimgesellschaft Nawaphon und die paramilitärischen Roten Büffel (Krathing Daeng) ins Leben. Diese kämpften nicht nur gegen kommunistische Aufständische, sondern auch gegen politisch aktive Studenten, Bauern, Gewerkschafter und demokratische Politiker. Nawaphon und Rote Büffel spielten im Oktober 1976 eine entscheidende Rolle beim Massaker an der Thammasat-Universität. Zwischen 1973 und 1978 ließ das ISOC pro Jahr fast 6 Millionen Rai (knapp eine Million Hektar) an Wäldern zerstören, um die Rückzugsgebiete der kommunistischen Guerilla zu treffen.
Am 26. März 1977 wurde das Hauptquartier des ISOC vom pensionierten General Chalard Hiranyasiri und 300 Soldaten der 9. Heeresdivision (unterstützt von den thailändischen „Jungtürken“) besetzt. Dabei wurde der General Aroon Thawathasin getötet. Der Putschversuch scheiterte und Chalard Hiranyasiri wurde zum Tode verurteilt und hingerichtet. Nachdem der Aufstand der Kommunistischen Partei Thailands in den 1980ern erfolgreich niedergeschlagen werden konnte, wurde es ruhiger um die Spezialeinheit. Sie wurde aber nicht aufgelöst.

### 2001–2006
Der Ministerpräsident Thaksin Shinawatra (2001–06) änderte 2002 mit seiner Anordnung Nr. 158/2545 die Führungsstruktur des ISOC, um es stärker unter zivile Kontrolle zu stellen und den militärischen Einfluss zu reduzieren. Das Kommando wurde dem Amt des Ministerpräsidenten unterstellt. Der jeweilige Regierungschef war folglich qua Amt Direktor des ISOC. Er konnte einen stellvertretenden Ministerpräsidenten als weiteren Direktor ernennen (Thaksin ernannte hierzu seinen Vize und Innenminister Chavalit Yongchaiyudh), sowie nach Belieben stellvertretende und Assistenzdirektoren. Hierbei berücksichtigte er sowohl zivile Beamte (Staatssekretär im Innenministerium, Generaldirektor des Amts für Provinzverwaltung) als auch Militärs (Chef des obersten Stabs der Streitkräfte, Oberkommandierende der drei Teilstreitkräfte) sowie den Generaldirektor der Polizei. Generalsekretär des ISOC war der Stabschef des Heeres. Zudem ordnete Thaksin eine Verkleinerung des ISOC bei gleichzeitiger Steigerung der Effizienz an. Tatsächlich verringerte sich die militärische Dominanz durch diese Reform aber nur geringfügig.
In der Folgezeit wurde das ISOC verstärkt im Süden des Landes eingesetzt, um den ab Anfang 2004 eskalierenden Aufstand muslimisch-malaiischer Separatisten zu unterdrücken. Das ISOC war führend an der Entstehung des Southern Border Provinces Peacebuilding Command im März 2004 beteiligt. Der ISOC-General Pallop Pinmanee befahl – entgegen der Anordnung des Vizepremiers Chavalit – am 28. April 2004 die Erstürmung der Krue-Se-Moschee in Pattani, bei der 32 junge Aufständische starben. Während der Regierungskrise 2005–06 gehörte General Pallop zu den Kritikern Thaksins und stellte sich auf die Seite der Volksallianz für Demokratie („Gelbhemden“), die die Entmachtung des Ministerpräsidenten forderten. Im August 2006 verhaftete die Polizei den Fahrer des Generals, Leutnant Thawatchai Klinchanain, in der Nähe des Hauses des Premierministers mit einer funktionierenden Bombe im Kofferraum seines Autos. Thaksin verdächtigte General Pallop, an dem Anschlag beteiligt gewesen zu sein, was dieser bestritt. Dennoch entließ Thaksin ihn unverzüglich als Leiter des ISOC.

### Seit 2006
Nach dem Militärputsch gegen Thaksin im September 2006 wurden die Befugnisse des ISOC unter dem Putschführer Sonthi Boonyaratglin und der von ihm eingesetzten Übergangsregierung unter dem pensionierten General und Kronrat Surayud Chulanont erheblich erweitert und institutionalisiert. Das ISOC dient seither dem militärischen und royalistischen Establishment und untergräbt die Macht und Legitimität des Thaksin-Lagers sowie politischer Parteien und der repräsentativen Demokratie im Allgemeinen. Nur drei Tage bevor Ende 2007 Wahlen abgehalten wurden (die die Thaksin-nahe Partei der Volksmacht gewann, siehe Parlamentswahl in Thailand 2007), beschloss die noch von der Militärjunta eingesetzte Nationale Legislativversammlung ein neues Gesetz über die innere Sicherheit, das 2008 in Kraft trat. Durch dieses wurde die militärische Dominanz im ISOC zementiert. Zwar ist der jeweilige Ministerpräsident weiterhin Direktor des Kommandos, aber stellvertretender Direktor muss stets der Oberkommandierende des Heeres und Generalsekretär des ISOC der Stabschef des Heeres sein.
Schon in gewöhnlichen Zeiten bekam das ISOC umfangreiche Befugnisse: Es soll sicherheitsrelevante Situationen beobachten, untersuchen und bewerten sowie dem Kabinett entsprechende Pläne und Handlungsempfehlungen vorschlagen. Stimmt das Kabinett diesen zu, so sind alle Behörden verpflichtet, sie unter der Aufsicht und Beteiligung des ISOC umzusetzen. Außerdem bekam das Operationskommando den gesetzlichen Auftrag, das öffentliche Bewusstsein für die Verteidigung von „Nation, Religion und Monarchie“ sowie die Beteiligung der Bürger bei der Lösung von Problemen der nationalen Sicherheit und Ordnung fördern. Hierzu bedient es sich dem Wirken von Massenorganisationen. Noch größer sind die Befugnisse des ISOC in Krisensituationen. Dann hat es alles zu unternehmen, um die jeweilige Situation zu „verhindern, unterdrücken, aufzuhalten, zu hemmen, mildern und zu lösen“. Während und nach den Protesten und Unruhen der Thaksin unterstützenden „Rothemden“ 2009 und 2010 koordinierte das ISOC Maßnahmen zur Unterdrückung dieser Massenbewegung.
Diese Entwicklung setzte sich fort und verstärkte sich noch nach dem Militärputsch 2014, durch den sich der Heereschef Prayut Chan-o-cha selbst zum Ministerpräsidenten und damit auch ISOC-Direktor machte, sowie der neuen Verfassung von 2017.
Im Januar 2016 warfen die Nichtregierungsorganisationen Cross Cultural Foundation und Duay Jai (Hearty Support) Group dem ISOC in der für Südthailand zuständigen 4. Armeeregion 54 Fälle mutmaßlicher Folter vor. Ein ISOC-Offizier erhob daraufhin Anzeige gegen die Aktivisten wegen Diffamierung und Verstoß gegen das Computerkriminalitätsgesetz.

## Struktur
Direktor des ISOC ist der jeweilige Ministerpräsident, stellvertretender Direktor ist der Oberkommandierende des thailändischen Heeres. Bis 2008 gab es zudem vier Assistenzdirektoren: die beiden Assistenten des Heereschefs, der Staatssekretär im Innenministerium und der Generaldirektor der Polizei. Diese Posten sind mit dem Gesetz über die Innere Sicherheit von 2008 weggefallen. Der jeweilige Stabschef des Heeres ist zugleich Generalsekretär des ISOC.
Bis 2008 unterstanden dem Stabschef einerseits das Logistikzentrum und andererseits das Einsatzzentrum. Letzteres war wiederum in die Bereiche Geheimdienst, Zentrum für zivile Angelegenheiten, Zentrum für militärische Reservisten und Zentrum für Operationen im Feld gegliedert.
Seit 2008 gliedert sich das ISOC in sechs Büros und sechs Koordinationszentren: Büro für Politik- und Sicherheitsstrategie, Nachrichtenbüro, Personalbüro, Büro für Massenangelegenheiten und allgemeine Informationen, allgemeine Verwaltung, Haushalt und Finanzen; Koordinationszentren für illegale Drogen, illegale Einwanderung, Terrorismus und grenzüberschreitende Kriminalität, besondere Sicherheitsfragen, Spezialgebiete, Entwicklungsprojekte des Königs.